# 지상렬
지상렬(池相烈, 1970년 12월 26일 ~ )은 대한민국의 코미디언 출신 방송인이다.

## 학력
- 1983년 : 인천용정초등학교 졸업
- 1986년 : 인하대학교 사범대학 부속중학교 졸업
- 1989년 : 제물포고등학교 졸업
- 1994년 : 한국방송통신대학교 농학과 졸업

## 생애
황해도 옹진군 출신 실향민 부모님 슬하에서 3형제 중 막내로 태어났다.
지상렬은 인천에서 태어나 1993년 연극배우로 첫 데뷔를 했고 이듬해 1994년 뮤지컬 배우로도 데뷔하였으며 1996년 SBS 서울방송 5기 공채 개그맨으로 정식 데뷔했다. 한편 지상렬은 이에 앞서 1993년 제 4회 MBC TV 개그맨 콘테스트에 참가했으나 탈락했다.
《남희석·이휘재의 멋진 만남》에서 고등학교 동기이기도 한 SBS 2기 개그맨인 염경환과 콤비를 이루어 클론의 이미테이션 그룹인 클놈으로 많은 인기를 끌었고, 이때 나중에 방송 작가가 되는 지상렬의 조카인 지승아가 만들어준 '묵찌빠 묵찌빠 묵은 ooo, 찌는 ooo, 빠는 ooo'가 방송을 타면서 장안의 화제가 되었다. 예능 프로그램은 물론 드라마에서도 조연으로 출연하면서, 극중 코믹한 역할을 맡아 인기를 얻고 있다.

## 유행어

### '안습'
'안습'이란 말은 한자로는 눈 안(眼), 젖을 습(濕)자로 개그맨 지상렬의 눈에 눈물이 고일 정도로 딱하다는 의미로 '안구에 습기찬다'라는 표현을 사용했는데 그 표현이 인터넷 상에서 쓰이면서 그 중 핵심적인 두 자인 '안'과 '습'자만으로 축약해서 쓰고 있는 것이다.
2006년부터 쓰인 이 표현은 유행어가 아니라 하나의 표현으로 정착됐다고 생각될 정도로 빈번하게 쓰이고 있으며, 이러한 현상을 반증하듯 최근에는 '안습닷컴'이란 이름의 웹사이트까지 생겨났다.

### 어눌한 말투와 영어 혼용어체
그는 평소 어눌한 말투로 방송에 출연했다. 데뷔 초창기 SBS '남희석, 이휘재의 멋진만남'서 파란색 트레이닝복을 입고, 어눌한 말투로 '묵찌빠' 놀이를 바탕으로 한 코믹송을 불러 인기를 끌었다.
또한 그는 방송 중 대화에서 코믹한 영어를 섞어 자주 말했다. "예전에 프로 야구 어린이 회원에 가입하려면, 집이 조금 리치(Rich, 부유한)해 줘야지 되는 거에요." 라거나 "저 사람도 인생에 섀도(Shadow, 그림자)가 진 사람 같은데..."라는 투의 대화가 많았다.

## 해프닝
2011년 9월 22일, KBS 2TV에서 방영하는 프로그램 해피투게더 시즌3에서 그는 일본의 사이비 종교인 옴진리교의 교주 아사하라 쇼코를 닮았다는 이유로 인해 외국을 방문할 때마다 30분 이상의 엄격한 입국 심사를 받는 일이 잦았다고 한다.

## 수상 목록
- 2023년 SBS 연예대상 라디오 DJ상

## 같이 보기
- 염경환
- 박명수
- 김구라
- 강호동
- 유재석
- 신동엽
- 김현철
- 남희석
- 노사연
- 하청일